# Płoniawy-Bramura (osada leśna)
Płoniawy-Bramura – osada leśna w Polsce, położona w województwie mazowieckim, w powiecie makowskim, w gminie Płoniawy-Bramura.
W latach 1975–1998 miejscowość administracyjnie należała do województwa ostrołęckiego.